# Hebreus
Os antigos hebreus (etnônimo possivelmente oriundo do termo hebraico Éber [עברים]; 𐤇𐤓𐤁𐤓𐤔𐤕; em acádio: ḪE-BA-RA-E-U-ŠA; romaniz.: ʿIvrim, "povo do outro lado do rio") foram um povo semítico da região do Levante, Oriente Médio. O etnônimo também foi utilizado a partir do período romano para se referir aos judeus, um grupo étnico e religioso de ascendência hebraica. Acredita-se que originalmente os hebreus chamavam a si mesmos israelitas, embora esse termo tenha caído em desuso após a segunda metade do século X a.C. Os hebreus falavam uma língua da família cananeia, à qual se referiam pelo nome “a língua de Canaã” (Isaías 19:18). Esse povo, embora apagado pela grandeza de estados muito maiores, tecnologicamente avançados e mais importantes politicamente, foi responsável, contudo, pela composição dos livros que compõem a Bíblia, obra considerada sagrada por religiões monoteístas ocidentais e orientais. 
Os hebreus foram um dos primeiros povos conhecidos, a cultuar um único Deus, isto é, a professar uma religião monoteísta. Na crença dos hebreus, existe um único Deus, cujo nome é atribuído a Javé, que em 6 dias criou o universo, a sua imagem não pode ser representada em pinturas ou estátuas (imagens), e ademais que seu santo nome não deve ser tomado em vão. Essa crença é a origem das três maiores religiões monoteístas do mundo, as religiões abraâmicas. 

## Origem
O nome "hebreus" vem do hebraico "Ivrim", que significa "povo do outro lado do rio". O livro de Gênesis, capítulo 10, a partir do versículo 21 diz que Noé gerou a Sem; este gerou a Arfaxade, que gerou Salá, que gerou Éber; este gerou a Pelegue, que gerou Reú, que gerou Serugue, que gerou Naor, que gerou Terá, que então gerou a Abraão (que significa "pai de Aram", mais tarde tendo seu nome mudado pra Abraão, que significa "pai de muitos povos"), sendo este considerado um dos três patriarcas do povo de Israel, sendo Isaque e Jacó os outros.

## Os antigos hebreus como objeto histórico e historiográfico
Os desafios referentes à escrita da história dos antigos hebreus são, em primeiro lugar, historiográficos. Questões tais quais os tratamentos das fontes, a natureza das fontes, a maneira de interpretar os dados e as concepções inerentes ao processo de redação dessa história são as mais discutidas recentemente. As fontes para a história dos antigos hebreus, por exemplo, são as mais diversas possíveis: documentos escritos (a Bíblia sendo, de longe, a fonte mais rica de informações escritas, embora não a única), epigrafia, iconografia, arqueologia, linguística, etc.
Tradicionalmente, a história dos hebreus antigos foi (e em alguns meios ainda é) recontada a partir de um viés unicamente bíblico, mais ou menos crítico, seguindo o modelo: patriarcas, escravidão no Egito, Êxodo, conquista, Império, exílio. Essa prática está associada a perspectivas religiosas e a uma concepção de história, típica do princípio do século XIX, na qual o documento escrito era considerado mais relevante que outras fontes. Sob esta perspectiva teórica, a cultura material era empregada como mero instrumento ilustrativo. Ademais, nessa época, as interpretações dos dados assumiam fortes conotações nacionais e políticas, uma vez que a institucionalização da História estava estreitamente vinculada ao processo de organização de identidades nacionais. Por conseguinte, muitas interpretações da história hebraica incorporaram elementos anacrônicos do nacionalismo judaico. Diversas escolas historiográficas surgidas desde o fim do século XIX até o começo do século XXI (como os Annales) contribuíram para redefinir essas práticas, focando em fatores sociais, econômicos, demográficos, culturais, etc. e utilizando novos métodos e novos documentos.
A escrita da história dos antigos hebreus segue, portanto, uma série de métodos próprios do campo da História. Os primeiros autores a aplicar o método crítico à Bíblia hebraica, tratando-a como um documento histórico, foram W. de Wette e Julius Wellhausen, ainda no século XIX. Wellhausen criou uma tese extremamente popular entre os biblistas, conhecida como “Hipótese Documentária”, onde argumentava que a Bíblia havia sido redigida por diversos grupos e, mais tarde, editada. Segundo o historiador, as fontes originais do Pentateuco poderiam ser divididas em quatro grupos: Javista (J), Elohísta (E), Deuteronomista (D) e Sacerdotal (P, do inglês Priestly). Essas diferenças foram encontradas pela análise das repetições, dos anacronismos, dos relatos duplicados, do estilo da escrita, entre outros aspectos do texto bíblico.

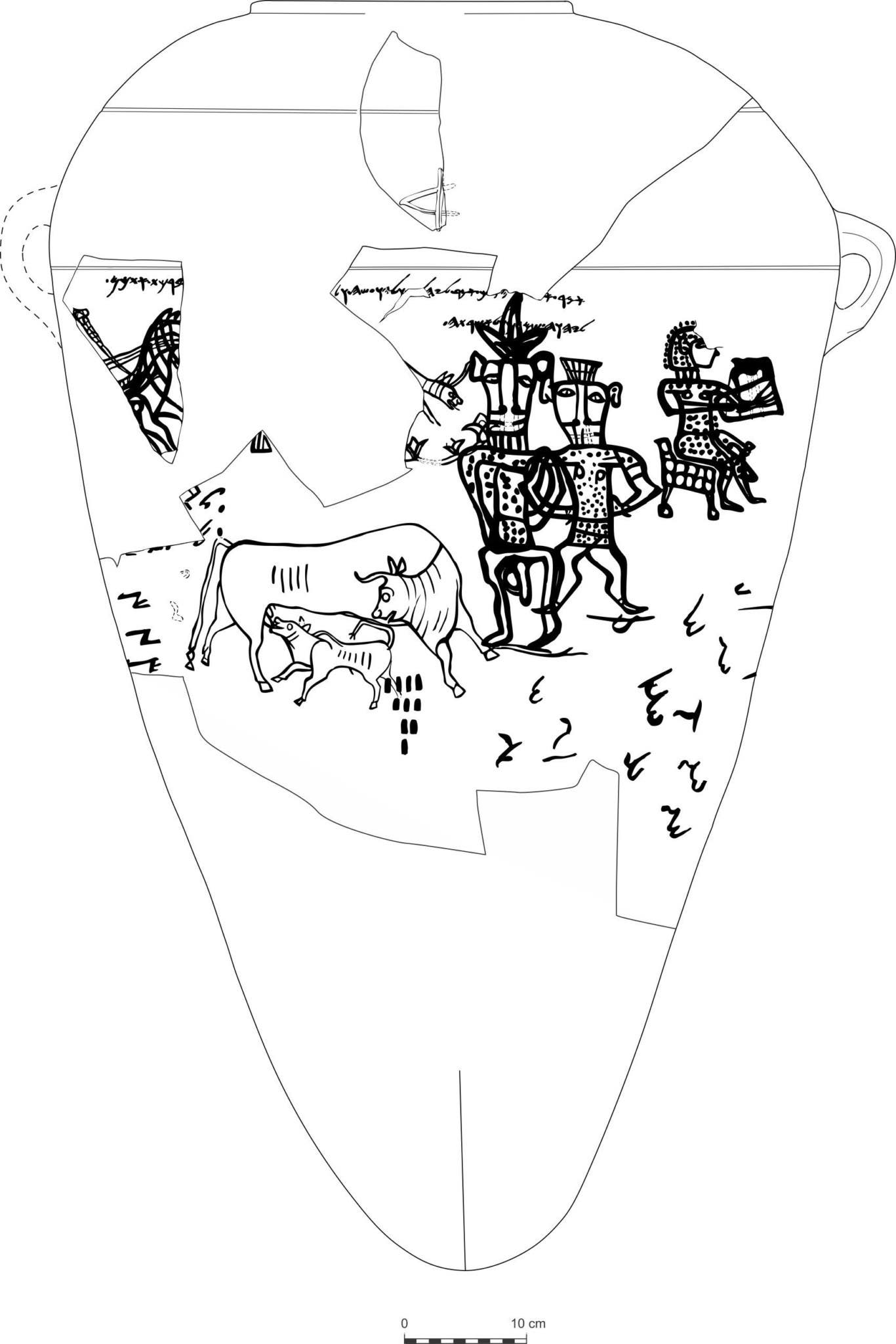
Yahweh (Jeová) em grafite hebraico do século VIII a.C. com inscrição: “Eu te abençoou por Yahweh (Jeová) de Samaria e sua Asherah”

Paralelamente ao desenvolvimento da crítica bíblica, os estudos arqueológicos jogaram nova luz sobre o contexto de composição da bíblia, isto é, o Oriente Próximo. Embora a princípio a assiriologia tenha nascido apenas como uma ciência auxiliar para o estudo do Antigo Testamento, a partir da decodificação das línguas orientais antigas se tornou muito mais difícil a manutenção dessa abordagem. De acordo com Trolle Larsen, “Inconsistências foram logo encontradas, onde as evidências estavam em desacordo com a Bíblia hebraica”, sendo estas problemas de cronologia e narrativa; contudo, “ as questões ficaram mais complicadas quando as composições textuais assírias e babilônicas pareceram mostrar próximas ligações com as histórias da Bíblia Hebraica”. Um dos principais debates da época girou em torno do tablete do dilúvio, parte do épico de Gilgamesh, que continha uma história extremamente semelhante ao dilúvio bíblico, só que muito mais antiga. O cientista Friedrich Delitzsch, tratando de questões como esta, foi o primeiro a acenar para o fato de que a Bíblia, afinal, tinha profundas raízes na tradição mesopotâmica. Os estudos comparativos são, hoje, uma das formas mais comuns de abordagem crítica da Bíblia.
Essa mudança permitiu que os dados arqueológicos não fossem mais unicamente instrumentos de “comprovação” ou “negação” da Bíblia, mas documentos em si mesmos, passíveis de informar sobre temas diferentes daqueles abordados pelas escrituras hebraicas. Nos vinte últimos anos, muitos arqueólogos têm optado por escrever histórias dos hebreus completamente alheias ao texto bíblico, embora a maior parte tente fazer uso de todos os documentos possíveis, sem privilegiar um ou outro. Após a publicação de “Orientalism” por Edward Said – obra de grande impacto acadêmico que demonstra como a representação do Oriente na Europa foi responsável por caracterizar os asiáticos como “inferiores”, “sem história” e “amorais” num contexto de expansão imperial – alguns  autores ressaltaram a existência de um tratamento enviesado da academia em relação aos estudos bíblicos nos termos do orientalismo. Entre estes autores está Whitelam, que considera o Israel antigo uma construção ideológica que transmite para a antiguidade a realidade dos Estados Nacionais, inexistente até os oitocentos. A importação do orientalismo para os estudos bíblicos (e arqueológicos) sobrevalorizou o período de ocupação hebraica da Palestina, ignorando os antigos habitantes cananeus/palestinos da região. Recentemente, os estudos acerca dos antigos hebreus têm se multiplicado e, junto deles, cada vez mais abordagens têm se popularizado. O uso da arqueologia forneceu importantes dados nos últimos anos, inclusive ajudando a contextualizar os documentos bíblicos. Thomas Thompson, por exemplo, percebeu em seus estudos que as narrativas dos patriarcas não correspondiam a realidades do segundo milênio antes de Cristo, como até então se pensava, mas que diziam respeito a uma realidade muito posterior. Autores como Philip Davies aprofundaram as análises de termos como “Israel”, demonstrando que seu uso na Bíblia possui sentidos que variam consideravelmente. Especialistas como Christa Schäfer-Lichtenberger, Niels Lemche e Israel Finkelstein acenderam um grande debate em torno da historicidade de um grande reino davídico-salomônico no século X a.C. Recentemente, William G. Dever afirmou que “Aparece com clareza suficiente que todas as histórias do Antigo Israel são agora obsoletas... No que me concerne, meu próximo livro será uma história do Israel Antigo escrita em grande parte sem recurso à Bíblia hebraica, fundamentada na maior parte do tempo sobre os ricos dados arqueológicos que possuímos hoje”. A hipótese documentária não foi abandonada, mas tem sido reinterpretada à luz de novos dados apresentados por Van Seters e H. Schimid.
Diversas formulações teóricas foram levantadas nos últimos anos em relação ao tratamento das fontes na reconstrução da história dos hebreus. Algumas críticas por parte de autores como Hans Bastard, por exemplo, defendem uma postura menos positivista em relação à Bíblia, onde os textos não sejam encarados a partir de uma oposição “absoluta” entre mito e história, mas como narrativas literárias (onde esses elementos se misturam) – uma abordagem semelhante à de Navarrete Linares no caso das fontes mesoamericanas. No que diz respeito à historicidade da Bíblia isoladamente, fala-se em escolas “maximalistas” e “minimalistas”, que conferem aos relatos diferentes níveis de fiabilidade histórica. No entanto, as divergências entre esses autores têm se reduzido imensamente nos últimos anos.

## Os patriarcas
A primeira referência aos hebreus ocorre por volta de 1 200 a.C., no reinado do faraó Merneptá. Nessa época, um povo conhecido como “israelitas” já habitava a região da Palestina no Oriente Próximo. As tradições hebraicas mais antigas sobre suas origens, como o gênesis da Bíblia, falam de certos patriarcas (Abraão, Isaque, Jacó) que teriam iniciado a linhagem dos hebreus. As origens dos povos hebreus, de acordo com a história de gênesis, são situadas na Mesopotâmia (a cidade de Ur). A figura de Abraão provavelmente indica a forma de organização socioeconômica desses primeiros povos: pastores seminômades organizados em pequenos grupos. Abraão é também, de acordo com especialistas, um epônimo para uma tribo pastora atestada na Palestina central no século XIII. Segundo alguns especialistas, uma análise comparativa e o estudo dos anacronismos na narrativa de Gênesis sugere que a história da migração de Abraão para Canaã é um mito que espelha um acontecimento tardio, isto é, o retorno dos judeus “exilados” na Babilônia após a derrota para o Império Caldeu. Acompanhado de sua mulher Sara e seu sobrinho Ló, Abraão é tido como responsável pela primeira ocupação hebraica de Canaã. Seus descendentes apenas abandonariam essa terra, seguindo para o Egito, após uma seca intensa. Essa história parece ter sido uma forma de sustentar uma anterioridade histórica para a ocupação hebraica do território no período do retorno. Os patriarcas hebreus são lembrados como responsáveis pelos primeiros pactos com Deus. Alguns especialistas ressaltaram que "os profetas (e os textos) pré-exílicos não conhecem Abraão e usam em geral o termo “pais” para se referir à geração do êxodo”. Por motivos como este, “a maioria dos estudiosos compreende-os como reflexos mais indiretos de eventos históricos, como representantes de tribos antes que de indivíduos". Não obstante, muitos arqueólogos e historiadores concordam que o Gênesis é um relato em larga medida mítico e, sobretudo, marcado pela época de sua composição. Abraão deu origem a Isaac e a Jacó (ou Israel), e os doze descendentes de Jacó deram origem às doze tribos de Israel.

### Problemas de datação do Gênesis
O conteúdo do livro que trata dos patriarcas, o Gênesis, é de difícil datação. A questão de sua autoria já havia sido colocada por Wellhausen no século XIX, que dividiu a composição do livro entre diferentes grupos e épocas. Os especialistas acreditam que o relato foi escrito tardiamente, no período da monarquia ou mais tarde. O anacronismo mais conhecido no livro de Gênesis é a referência aos filisteus (Gênesis 21:34). Essa referência ajuda a datar o relato bíblico, já que os filisteus apenas chegaram à região a partir de 1 200 a.C. Além disso, a cidade de Gerar, citada como capital dos filisteus, era um agrupamento minúsculo no período dos patriarcas, que só se torna uma vila forte por volta do ano 700 a.C. Para mais, a Bíblia se refere aos líderes filisteus como “reis”, embora apenas num estágio tardio os filisteus tenham estabelecido esse título. Outros anacronismos incluem a menção aos arameus (que só chegaram à região no final do século X a.C.), à cidade de Dan (Gênesis 14:14) e à Ur dos caldeus (Gênesis 11:28), todos inexistentes no panorama da época. Não existe, por exemplo, evidência para a ocupação de Edom antes do século VIII a.C. As referências à Lídia, a Kittim e a Nínive também são vistas como altamente anacrônicas. Portanto, o relato dos patriarcas das fontes (J) e (D) no Gênesis foi provavelmente desenvolvido por volta de 700 a.C.

## Êxodo
O episódio do Êxodo se refere a um episódio bíblico de acordo com o qual os judeus, escravizados no Egito, teriam conseguido fugir da terra estrangeira, retornando à sua terra de origem, Canaã, sob a liderança de Moisés. Os relatos bíblicos falam que a família de Jacó, um dos patriarcas, teria partido da terra colonizada por Abraão até o Egito devido a uma seca. Lá, encontrando-se com seu familiar José, que teria ascendido a uma posição de importância dentro do governo do faraó, teria se instalado por alguns anos. Não existe, contudo, nenhuma evidência extrabíblica para este episódio.
Para harmonizar as fontes arqueológicas com as fontes escritas, alguns historiadores sustentam que “apenas alguns do povo de Israel estavam no Egito e o grupo vindo do Egito então teria se juntado a outros grupos para formar o que foi conhecido como Israel”. No entanto, os egiptólogos estão de acordo de que a imagem dum Egito escravista não é coerente com o Egito da época, onde não havia escravidão.  Para Donald B. Redford, os números de judeus envolvidos no Êxodo são por demais extravagantes. As escavações intensivas realizadas nas regiões pelas quais os hebreus teriam passado em seu trajeto de migração não fornecem nenhum dado arqueológico de assentamento humano na época do Êxodo, e o relato bíblico cita cidades que só existiram muito tempo mais tarde. O Êxodo era considerado um evento central na história hebraica, regularmente comemorado pelos hebreus.

### Moisés

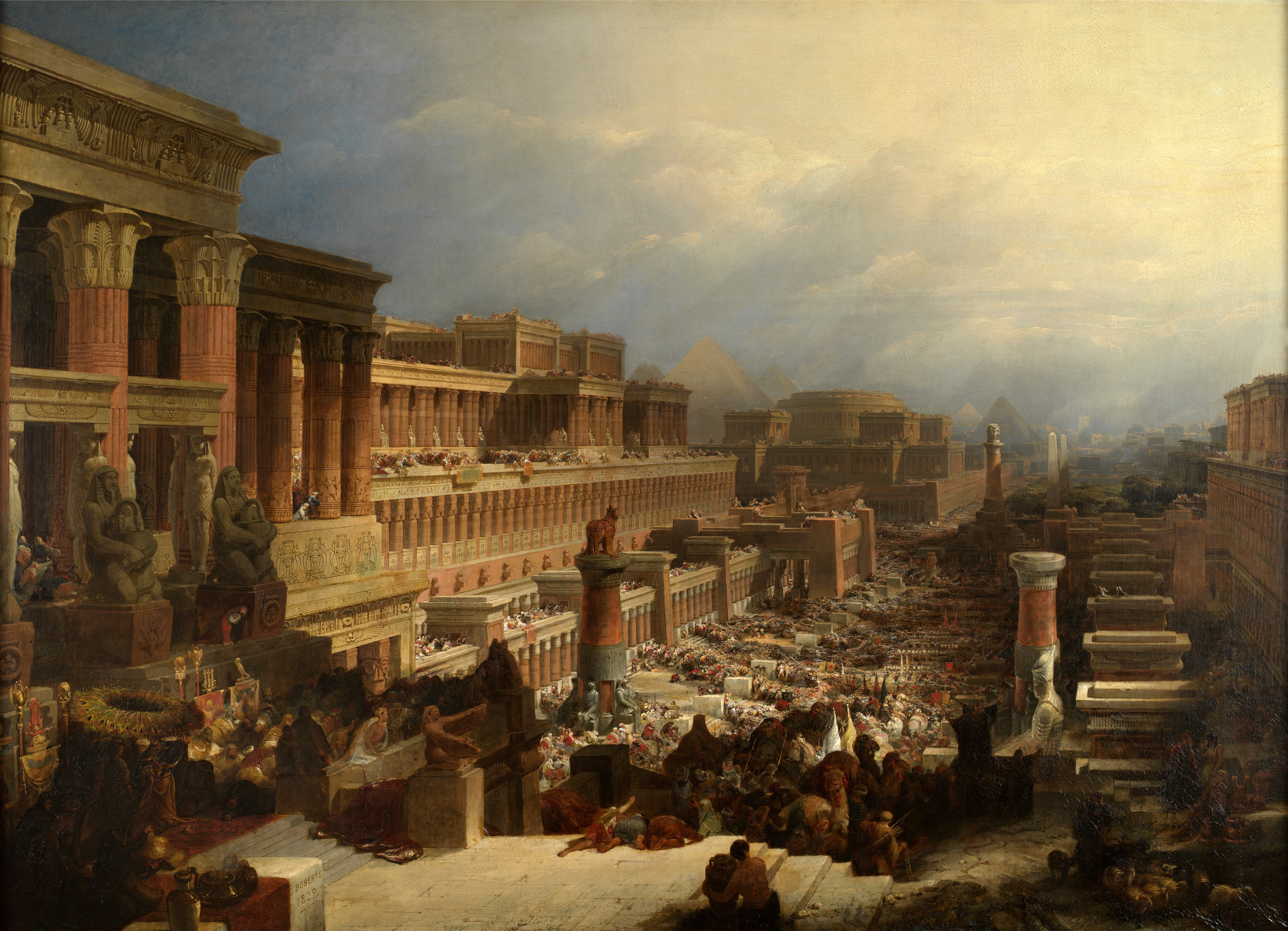
Os israelitas deixando o Egito; pintura de David Roberts, 1828 ou 1830

De acordo com as fontes bíblicas, Moisés era um hebreu que tinha sido criado na corte egípcia, após ser resgatado de uma cesta à deriva no Nilo. Moisés é, com efeito, um nome de origem egípcia. Após guiar seu povo por cerca de três meses, Moisés teria acampado nas proximidades do Monte Sinai, onde se restabeleceu um pacto entre Yahweh (Javé), o Deus nacional, e os hebreus, sob a mediação de Moisés.
Evidências externas à Bíblia apontam para uma ocupação hebraica contínua da Cananeia, de forma que Moisés pode não ter existido. Não existe evidência arqueológica para corroborar a existência de Moisés. Nenhuma fonte egípcia ou assíria antiga que faça referência às figuras bíblicas antes de 850 a.C. foi encontrada. Muitos acadêmicos, contudo, preferem não descartar a possibilidade da existência de figuras bíblicas, embora reforcem que todas elas são construções literárias.

## A religião hebraica
De acordo com os relatos bíblicos, o pacto realizado entre hebreus e seu Deus no Sinai impôs alguns deveres aos homens, ligados ao culto de sua deidade. Assim como muitos povos no Oriente Próximo, os hebreus acreditavam que os nomes revelassem a natureza intrínseca de indivíduos e deuses. Essa concepção de mundo explica a proibição da vocalização do nome de seu Deus em alguns livros de leis.
Por intermédio de Moisés, os hebreus renovaram um pacto com Deus iniciado no período dos patriarcas, e prometeram cumprir suas leis em troca de proteção. Os historiadores apontam para esse pacto como uma representação dos acordos políticos de vassalagem no Oriente Próximo Antigo. As ordens de Yahweh (Jeová) são formuladas na forma de dez mandamentos. A Bíblia Hebraica traz duas versões dessas ordens, em Êxodo (Êxodo 20:1-17) e em Deuteronômio (Deut. 5:6-21). Um dos exemplos da transformação dessas leis ao longo do tempo é a obrigação do Sabbah, associado ao descanso divino no sétimo dia em Êxodo 20:8-11, enquanto em Deuteronômio 5:12-15 o mandamento é vinculado ao episódio da fuga do Egito.

### Origens

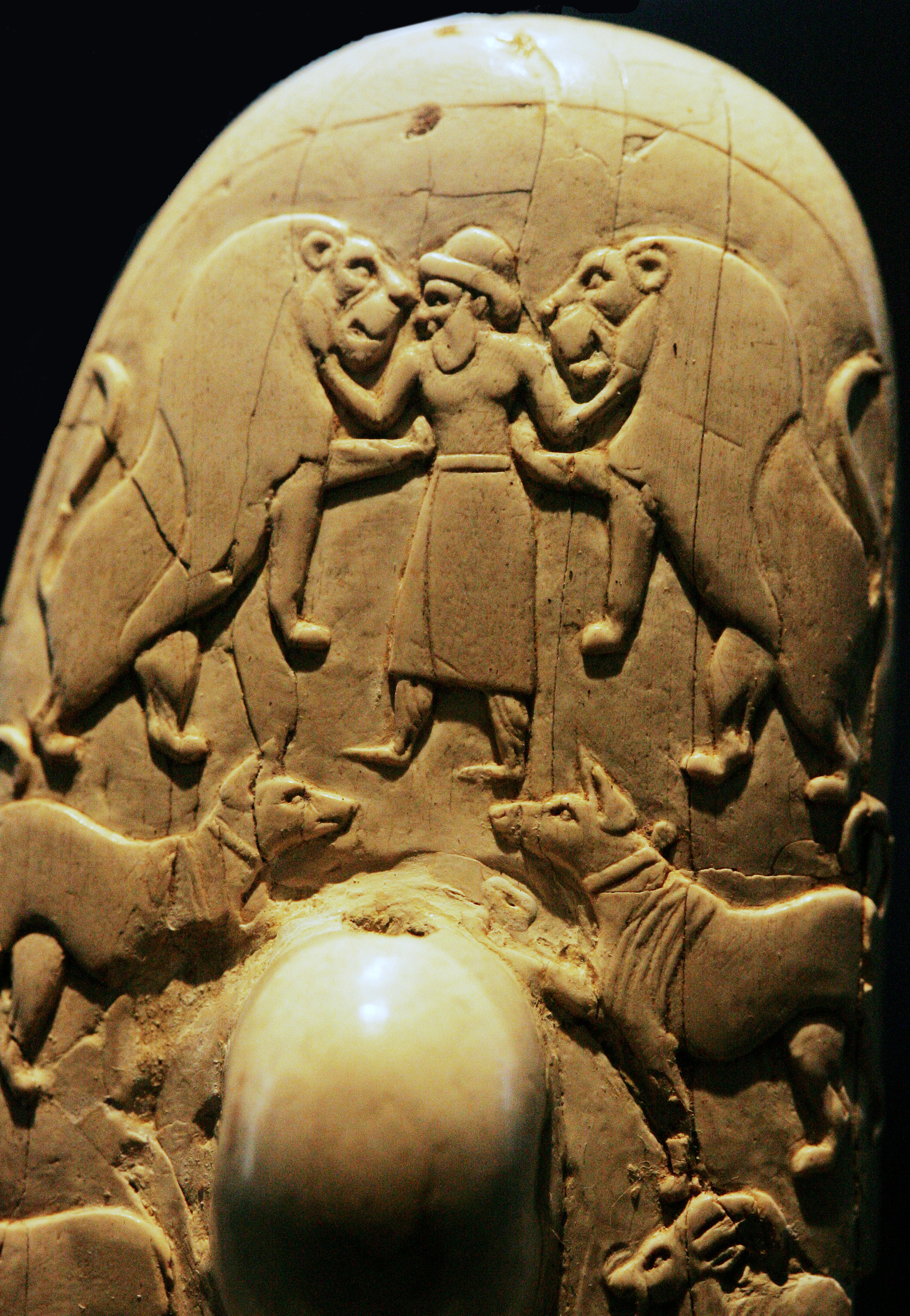
Faca de Gebel Araque

Os estudiosos perceberam um vínculo estreito existente entre a religião dos primeiros hebreus e seus antepassados imediatos, os cananeus. Após a descoberta de documentos escritos em Ugarit, uma civilização antiga anterior a Israel, os estudiosos têm compreendido cada vez mais os documentos hebraicos. Os hebreus “emprestaram” o nome de sua deidade nacional, El, dos antigos habitantes de Canaã. Mesmo alguns salmos e outros temas da literatura hebraica parecem ter sido assimilados pelos hebreus a partir da cultura cananeia, uma vez que os atributos do El hebraico são exatamente os mesmos que os do Deus de Ugarit. A literatura bíblica associa com frequência Yahweh (Jeová) a El (Gen. 14:18-20, 33:20, Exod. 6:3, etc.). Alguns deuses como Baal e Asherah, de origem cananeia, eram louvados pelos hebreus antigos e, ao que tudo indica, esse culto era visto como igualmente legítimo. Estudiosos que têm demonstrado maior interesse pela religião popular de Israel apontam para a existência do culto a Asherah, entre outras questões. Os hebreus foram um dos primeiros povos a cultuar um único Deus, isto é, eram monoteístas. No judaísmo, religião professada pelos hebreus, o único Deus é Javé (Jeová), cuja imagem não pode ser representada em pinturas ou estátuas.

## A conquista de Canaã

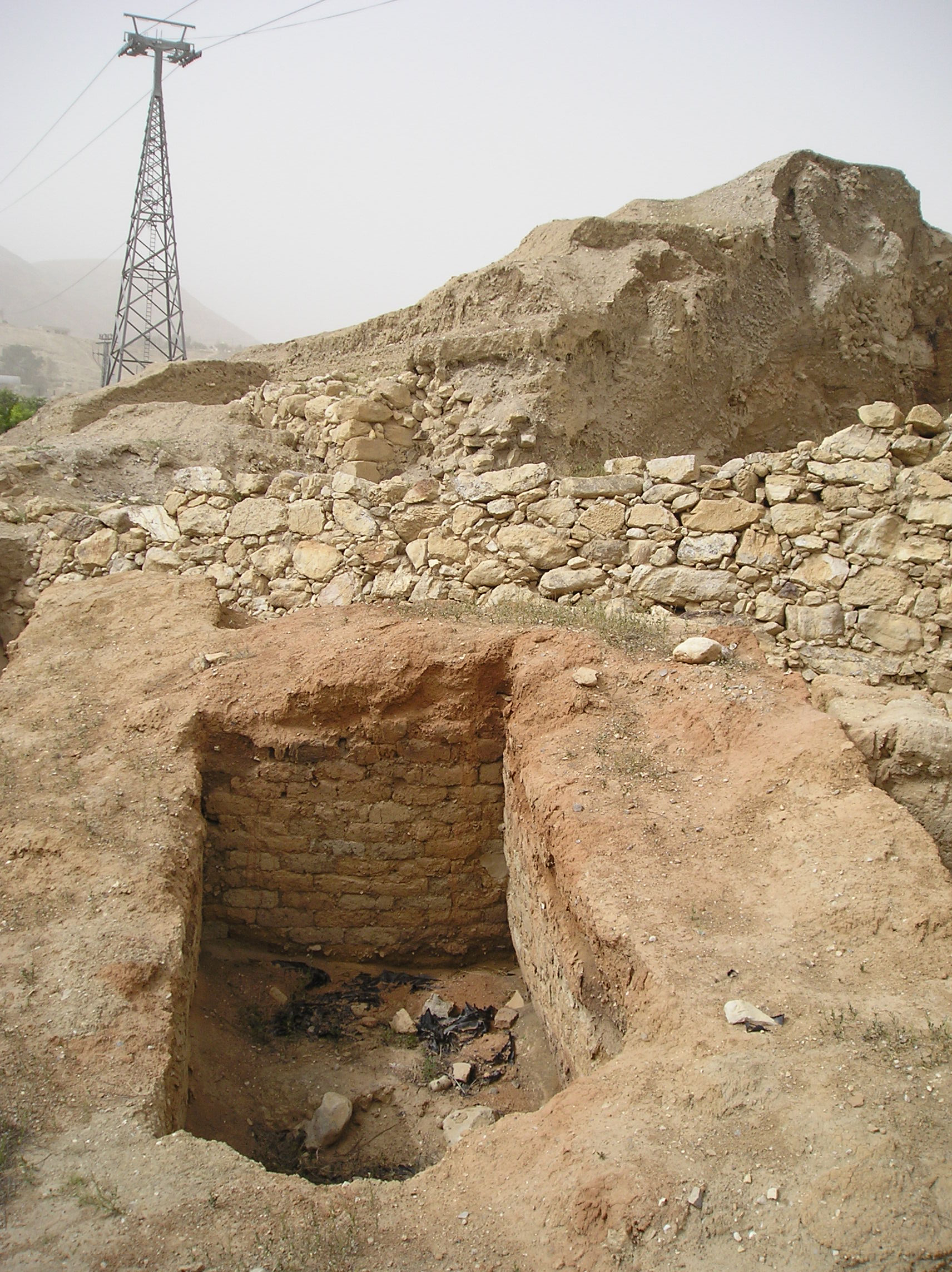
Sítio arqueológico de Jericó

A conquista de Canaã é de vital importância para a história judaica. É com essa conquista que os hebreus deixaram de ser um povo nômade, para se tornar um povo com uma terra. Essa região se tornaria, na tradição posterior, o elemento de união deste povo, já que teria sido dada pelo próprio Deus.
No entanto, além da teoria religiosa da ocupação (conforme vista no Livro de Josué), de acordo com a qual os hebreus teriam invadido a região de forma belicosa, há diversas outras teorias históricas para explicar como os hebreus conquistaram Canaã e como deixaram seu estado tribal para assumir uma identidade nacional. O desenvolvimento dessas teorias está vinculado, sobretudo, à ausência de evidência arqueológica para a tese da invasão militar, além dos anacronismos e das incoerências internos ao texto bíblico. Um dos problemas, como afirma o arqueólogo Pierre de Miroschedji, é a menção, no relato da conquista, de cidades que não existiam por volta de 1 250 a.C. As cidades da região também não apresentam registros de destruição.
Teoria da ocupação pacífica de Canaã: Defendida por Albrecht Alt, Martin Noth, Manfred Weippert, Siegfried Hermann, Yohanan Aharoni e outros, sustenta que a conquista de Canaã processou-se através de diversas correntes de imigração de grupos (que depois seriam unidos na época da monarquia israelita), das regiões inabitadas entre as cidades-estados cananeias. As batalhas eram travadas apenas quando havia confrontos entre esses grupos e as cidades cananeias.
Teoria da revolta: Defendida por George E. Mendenhall e Norman K. Gottwald, sustenta que o termo hebreu não se refere a um conjunto étnico, mas a uma situação de separação entre grupos de pessoas e a sociedade canaanita. Mendenhal diz que camponeses revoltados contra a sociedade canaanita, unidos através de um movimento religioso baseado na fé javista, transcenderam as religiões tribais e, com isso, puderam realizar entre si uma aliança de solidariedade entre iguais.
Teoria da evolução pacífica e gradual: Desenvolvida a partir da teoria da revolta, concentra-se no problema de se estabelecer uma distinção clara entre os canaanitas e os israelitas, já que seus padrões étnicos e culturais eram semelhantes, e apenas mais tarde, depois de muitos anos, se diferenciaram.

## Os Juízes
Segundo a tradição bíblica, o período posterior à ocupação de Canaã foi dominado pelo governo de indivíduos conhecidos como juízes. A principal fonte histórica para esse período é o livro bíblico dos Juízes, onde se conta a história de certos líderes militares (Débora, Gideão, Otoniel, Sansão, etc.) cujos atos são relembrados de forma heroica pelos hebreus. O livro também apresenta uma versão destoante da conquista de Canaã, de perspectiva judaíta. É difícil, contudo, escrever uma história contínua desse período, uma vez que ele apresenta diversos problemas cronológicos, muitas vezes atribuídos a sua edição deuteronomista.  Sobre a historicidade do período, enquanto alguns autores falam em “procurar a verdade por trás dos textos”, levando em consideração sua orientação teológica, outros listam anomalias e anacronismos buscando refutar sua validez.

## Filisteus e a Monarquia Única: Saul e Isbosete(1026–1000a.C.)
A ocupação hebraica do território é gravemente abalada com as invasões dos povos filisteus por volta de 1 180 a.C., que se inserem no contexto da invasão dos povos do mar no Oriente Próximo. Os filisteus não só teriam desafiado os hebreus, como teriam mesmo conseguido capturar a Arca da Aliança (ou Arca de Javé) durante a batalha de Ebenezer saindo ilesos, muito embora esse sacrilégio fosse punido com morte instantânea na ideologia hebraica (2 Samuel 6:6-7).
Parece que, diante dos ataques dos filisteus, os hebreus tiveram necessidade de se unir em torno de uma figura política mais forte, e todo o povo exigiu um rei como governante, assim como era em todas as nações (1 Samuel 1:8-4). Samuel, um profeta célebre e que também atuava como juíz, teria consagrado à rei um homem chamado Saul, filho de Quis da tribo de Benjamim. Saul passou grande parte de seu governo guerreando contra os filisteus, assim como outros inimigos vizinhos, dentre eles, os reis do reino de Arã-Zobá. Embora o começo de seu reinado tenha sido de certa forma estável, conseguindo prevalecer contra os amonitas, Saul desobedeceu a Deus, poupando o povo de Amaleque, e então Deus pediu para Samuel ungir um novo rei, que é Davi.
Seu reinado também foi marcado por perseguições contra seu súdito, Davi, e ao mesmo tempo, guerras internas contra os velhos inimigos filisteus. No final de seu reinado — que segundo o livro bíblico de Atos dos Apóstolos, teria reinado 40 anos em Israel —, Saul se lançou sobre sua própria espada após uma campanha fracassada contra os filisteus no monte Gilboa. No confronto desastroso, Jônatas, primogênito de Saul, príncipe do reino Israelita, foi morto em batalha, ao lado de seus irmãos mais novos; Abinadabe (também conhecido como Isvi) e Malquisua. 
Seu quarto filho, Ishbaal (também conhecido como Isbosete posteriormente), assumiu o governo no lugar do pai por 2 anos, tendo que enfrentar as contestações de Davi, agora reinando na cidade de Hebrom, no território de Judá. Pois Hebrom havia sido a capital de Judá que outrora foi conquistada por Calebe, ainda nos tempos de Josué. Isbosete mostrou-se ser um líder inexperiente à administração do reino, sendo assassinado por dois de seus capitães, Recabe e Baaná, esse evento indiretamente abriu espaço para a ascensão de Davi como sendo o rei de todo o Israel, unificando assim o reino, outrora dividido entre as casas de Saul e Davi. 

## Direito hebraico
O direito hebraico é um direito religioso, ou seja, seu direito é algo dado por Deus. Dessa forma, o direito era considerado algo imutável e que só poderia ser alterado por Deus, cabendo então aos rabinos apenas a interpretação, mas não a sua modificação.
Após o cerco realizado pelo rei da Babilônia, Nabucodonosor, em 586 a.C., que teve como resultado diversos hebreus conquistados como escravos, tem-se, então, um ponto de partida para a formação de um novo direito hebraico, oral, devido à necessidade de os hebreus terem como afirmarem sua cultura ao entrarem em contato com diferentes povos, que também possuiriam fortes e diferentes culturas (como no caso dos romanos, gregos e persas). Dessa forma, iniciou-se um processo na Babilônia que teria fim apenas 900 anos mais tarde. Assim, é criada a primeira codificação oral do direito hebraico, sendo chamada Michná, realizada pelo último dos Tanaim em 192 d.C. Dividida em seis partes diferentes, essa codificação é organizada de forma que a primeira, a terceira e a quarta parte constituem, comparados aos dias de hoje, como o corpo do direito civil. A primeira parte tratava sobre as leis rurais e propriedade imobiliária; a terceira, sobre o direito matrimonial e o divórcio; e a quarta acabava por tratar das obrigações civis, usura, danos à propriedade, sucessão, organização dos tribunais, processo, etc.

## Davi e Salomão, ou o Reino Unido(1000–924a.C.)

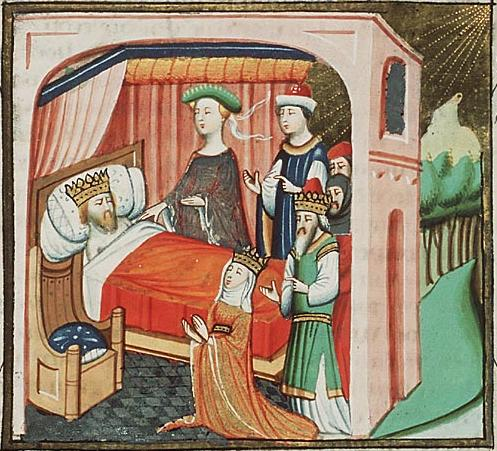
Representação medieval (c. 1435) de Bathsheba e Salomão

O momento da história hebraica particularmente louvado pelos livros sagrados é o período dos reinados de Davi e Salomão, tidos como reis exemplares.  Davi escolheu Jerusalém como capital para seu reino e organizou a cidade como um grande centro religioso. De acordo com as fontes bíblicas, Davi teria estendido seu domínio político sobre alguns reinos vizinhos, como Ammon, Moabe e Edom, indo até ao norte da Síria. 
Quando Davi ficou velho, Bathsheba e outros de seus súditos (Como o profeta Natã) tentaram convencê-lo a escolher como sucessor o seu filho mais novo, Salomão. Salomão governou, de acordo com a Bíblia hebraica, 40 anos sobre Israel; sendo um rei muito sábio, e sendo descrito como o mais rico de seu tempo. Teve 700 esposas princesas e 300 concubinas, como consequência de muitas alianças políticas. Ele também deu continuidade ao projeto de seu pai, que era a construção de um templo no coração de Jerusalém, que fora arquitetado pelo próprio Deus.

### Historicidade de Davi e Salomão
A despeito do relato bíblico, os estudiosos não acreditam que tenha havido um grande reino hebreu no período dos reinados de Saul, Davi e Salomão, mas que esses líderes foram engrandecidos devido a uma projeção de período posterior. Exageros já haviam sido notados, por exemplo, nos números de 2 Samuel 24:9, que fariam do exército de Davi numericamente próximo da população da capital austríaca (1,3 milhão de homens). Como afirma Joseph Blenkinsopp, “o registro bíblico fala em termos brilhantes das conquistas de Davi e Salomão, mas a realidade foi provavelmente mais modesta; e é necessário ter em mente que nenhuma fonte daquele tempo se refere, mesmo de passagem, a qualquer um dos dois reis ou ao Grande Israel que eles haviam criado”. De acordo com historiadores como Thomas Thompson, “não há evidência de uma monarquia unida, não há evidência de uma capital em Jerusalém ou de qualquer força política coerente e unificada que tenha dominado a Palestina ocidental (...)”. Portanto, acredita-se que o engrandecimento da Monarquia Unida é um anacronismo.
No que diz respeito às figuras de Davi e Salomão, muitos autores publicaram livros comparando sua descrição literária às fontes extrabíblicas. Davi é citado indiretamente numa estela de difícil datação chamada de Tel Dã ("casa de Davi", ou seja, dinastia de Davi). Já no que diz respeito a Salomão, os arqueólogos jamais encontraram um documento que lhe fizesse referência. É notável que em nenhuma estela, nem nos arquivos egípcios, nem nos arquivos de Biblos, nem nos arquivos da Assíria e nem em Aram-Damas haja qualquer menção ao nome de Salomão, muito embora a Bíblia o descreva como um grande rei. Não obstante, como afirma Hans M. Barstad, isso não significa que Davi e Salomão não tenha existido, mas apenas que o relato "misturou" ficção e realidade.
O relato bíblico exagerou, contudo, a grandeza do reino de Israel no período de Davi e Salomão. De acordo com o arqueólogo Amihai Mazar, “nós podemos descrever a Monarquia Unificada como um Estado num primeiro estágio de desenvolvimento, longe de ser um Estado rico e em larga extensão como retrata o relato bíblico”. Para Hans M. Bastard, a ideia de uma Era Dourada, representada pelo Império Davídico, é um padrão próprio a um gênero literário chamado de "Histórias Nacionais", comum às sagas escandinavas e gaélicas. A ideia da criação dum Império Davídico-Salomônico é explorada detalhadamente por Israel Finkelstein e Neil Asher Silberman. No século X a.C. e mesmo no século IX a.C., Jerusalém era uma cidade pobre com pouco espaço para zona residencial e poucas fortificações. Como demonstram numerosos estudos, as evidências para um incipiente Estado centralizado só surgirão dois séculos mais tarde. De acordo com Mario Liverani, Jerusalém era "Minúscula" e Judá "pouco povoada" no século X a.C. Mesmo durante os séculos IX e VIII a.C., o desenvolvimento foi modesto. A população inteira da região foi estimada pelo autor em 110 000 habitantes William Dever faz uma estimativa semelhante. Outros trabalhos sobre a inexistência dum estado centralizado israelense na época de Davi e Salomão foram realizados por Jessica N. Whisenant, David Ussishkin, Nadav Na’aman, Margreet Steiner, Whitelam e Franken, Killebrew, entre outros.

#### Templo de Jerusalém
O relato bíblico relata que Salomão teria construído um templo no século X a.C. que teria sido destruído por Nabucodonossor em 587 a.C. Não obstante, não há nenhuma evidência arqueológica acerca do templo de Salomão. A primeira evidência que demonstra a existência de um Templo de Jerusalém é indireta — centralização do culto com a dessacralização de lugares ativos antes —,  e ocorre somente por volta do ano 700 a.C., muito depois da data colocada pelo relato bíblico.

## A monarquia dividida: o reino do norte, Israel
Devido à arrogância de Reoboão, filho de Salomão, as dez tribos hebraicas do norte se rebelaram e fundaram um reino sob a autoridade de Jeroboão I (924–904 a.C.). Este reativou antigos templos em Dã, ao norte do território israelita, e em Betel, ao sul, garantindo independência em relação ao templo de Jerusalém. Segundo as escrituras, esses templos porém, eram completamente o contrário das leis de Moisés; semelhante aos rebeldes do deserto, ele ergueu figuras de dois bezerros de ouro nestes templos. Jeroboão manteve um reinado próspero, marcado por muitos projetos de construção; dentre eles, a fortificação de suas capitais, que eram Siquém, e depois alterada para Penuel. Embora o fim de reinado, terminasse como sendo um considerável declínio. O filho de Jeroboão, Nadabe, foi assassinado após conflitos palacianos, após reinar por apenas 3 anos; houve então, inúmeras crises no reino do Norte, e inúmeros golpes de estado, até que Omri finalmente ascendeu ao poder, fundando a dinastia Omrida, fortemente reconhecida pelos documentos arqueológicos como uma dinastia poderosa. Omri estabeleceu como capital Samaria, que seria a capital definitiva deste reino, e fez alianças com o rei de Tiro, casando o seu filho, Acabe [Ahab], com a filha do rei de Tiro, Jezebel.[carece de fontes?] Retratado como um monarca cruel pelos autores bíblicos, Ahab, filho de Omri, foi no entanto um dos maiores reis hebreus conhecidos. Isso se deve a sua política de sancionar tanto o culto de Javé (Jeová) quanto o culto de Baal. De acordo com Finkelstein, Omri e sua dinastia foram esquecidos, enquanto o período de Salomão foi superglorificado pela literatura bíblica. Na verdade, a maior parte das grandes evidências arqueológicas da história de Israel está associada a esse rei e seus sucessores, e não a Salomão. Ahab teve um poderoso exército sob seu domínio, além de ser amplamente conhecido por seus grandes projetos de construção.
A dinastia de Jeú (843–816 a.C.) subiu ao trono após o assassinato do filho de Ahab, Jehorão. Durante esse período, o reino de Israel estava em decadência, e sob controle do reino aramaico de Damasco.
A arqueologia demonstra que a religião popular em Judá e Israel nessa época era politeísta (provavelmente havia uma monolátria artificial nestes mesmos reinos) e sincretista. As origens do monoteísmo bíblico são, por esse motivo, atribuídas ao período posterior do rei Josias em Judá.

## A monarquia dividida: o reino do sul, Judá
Roboão teve que enfrentar diversos ataques a sua soberania durante seu reinado. Seu reinado curto, de 17 anos, fez Judá, entrar em certo desenvolvimento. Os relatos bíblicos descrevem que ele fortificou muitas cidades de seu território para suprir alimentos e água. Durante o quarto ano de seu reinado, Sisaque I, rei do Egito, invadiu Judá, e levou para si os "tesouros do Templo de Javé, e também os tesouros do palácio do rei". O reino de Judá também teve de enfrentar os saques efetuados por Israel no período do reinado de Ahaziah. O rei Acaz, teria pago uma grande quantia de prata ao rei assírio Tiglate-Pileser III para destronar do poder o rei de Israel, Peca (que tomou cidades de Judá) e o rei de Aram-Damasco. Tiglate-Pileser respondeu-lhe enviando um poderoso exército que capturou muitas cidades do reino do Norte (inclusive o porto de Eliat), e destruindo a capital da Síria, Damasco. Sendo assim, Israel e Aram-Damasco foram feitos estados vassalo. Mais tarde, o rei Ezequias (727–698 a.C.) formou uma coalizão antiassíria, o que lhe rendeu sucessivas derrotas para o rei Senaqueribe, fazendo com que os reis de Judá se submetessem a ele como fieis vassalos. Embora Senaqueribe tenha invadido Judá e capturado muitas cidades (dentre elas, a rica e fortificada Laquis), ele não conseguiu capturar a capital de Judá, Jerusalém, o que ainda fez manter o rei Ezequias no poder por mais alguns anos. Em suma, o reino de Judá foi inteiramente coberto pela supremacia política de reinos vizinhos mais poderosos e em franca expansão.

## Conquista pelos estrangeiros
Em 722 a.C., o reino de Israel foi conquistado pelos assírios e aproximadamente duzentos anos depois o Reino de Judá foi conquistado pelos babilônios, com isso os hebreus viraram escravos – período que ficou conhecido como Cativeiro da Babilônia.

## Diáspora Judaica
O Cativeiro da Babilônia acabou em 539 a.C., quando o xá aquemênida Ciro II conquistou a Babilônia e libertou os judeus, que retornaram à Palestina e reconstruíram o templo de Jerusalém, que havia sido destruído por Nabucodonosor II. Em 332 a.C. os persas foram derrotados por Alexandre, o Grande, e os macedônios e gregos passaram a dominar a Palestina, seguidos pelo domínio romano, a partir de 63 a.C.
Após a contenção da Primeira Revolta Judaica iniciada em meados da década de 60 d.C. e a destruição de Jerusalém em 70, os judeus se dispersaram pelo mundo – foi o início da Diáspora Judaica. Uma corrente de historiadores, onde se destaca o israelense Shlomo Sand, da Universidade de Tel Aviv, com seu livro A Invenção do Povo Judeu, defende que a diáspora deve ser relativizada numericamente e que, tanto no episódio do exílio na Babilônia quando no episódio da expulsão dos judeus pelos romanos, apenas uma pequena parcela da população foi efetivamente deslocada, provavelmente suas elites intelectuais, permanecendo na terra uma população judia, principalmente de camponeses, que posteriormente diluiu-se entre outras populações e não manteve sua identidade original, inicialmente por conta do cristianismo e depois pela islamização a partir do século VII d.C.

## Retorno
No século XIX, o movimento sionista, organizado por Theodor Herzl, passou a ocupar terras na Palestina, com o apoio da Inglaterra, interessada em pender o equilíbrio político e econômico para seus interesses. Dessa forma, a presença judaica passou, aos poucos, a superar a de palestinos.
Em 1948, os ocupantes judeus intensificaram a luta pela criação de um Estado judeu na região, inclusive recorrendo à luta armada e a ataques terroristas. Um dos mais conhecidos é o massacre de Deir Yassin, em 1948, onde mais de uma centena de palestinos, entre eles numerosos idosos e crianças, foram assassinados. Os demais sobreviventes foram expulsos do povoado, que deixou de existir. Não houve nenhuma punição aos responsáveis e um dos líderes de um dos grupos envolvidos, o Irgun, tornar-se-ia primeiro-ministro de Israel: Menachem Begin.
A Assembleia Geral da ONU, sob o impacto do Holocausto, criou o Estado de Israel, juntamente com a criação de um estado palestino, que consistiria dos territórios da Cisjordânia e Transjordânia. Assim, o povo hebreu, agora conhecido como judeu, voltou à sua Terra Prometida. Enquanto isso, grupos palestinos lutam pela criação de um estado palestino que inclua Jerusalém Oriental, utilizando-se inúmeras vezes de atentados terroristas contra Israel.